# 胡帕陶卡尼亞山
09°59′01″S 77°03′17″W / 9.98361°S 77.05472°W
胡帕陶卡尼亞山（Jupa Tawqaña），是秘魯的山峰，位於該國北部安卡什大區，由博洛涅西省的阿基亞區負責管轄，屬於瓦良卡山脈的一部分，海拔高度4,800米。